# Pseudocarpidium
Pseudocarpidium, rod manjeg drveća i grmova iz porodice medićevki, dio potporodice Viticoideae. Nekoliko vrsta rašireno je po karipskim otocima.

## Vrste
1. Pseudocarpidium avicennioides (A.Rich.) Millsp.
2. Pseudocarpidium domingense (Urb. & Ekman) Moldenke
3. Pseudocarpidium ilicifolium (A.Rich.) Millsp.
4. Pseudocarpidium multidens (Urb.) Moldenke
5. Pseudocarpidium neglecta Bisse
6. Pseudocarpidium pungens Britton
7. Pseudocarpidium rigens (Griseb.) Britton
8. Pseudocarpidium shaferi Britton
9. Pseudocarpidium wrightii Millsp.